# San Leo (Italia)

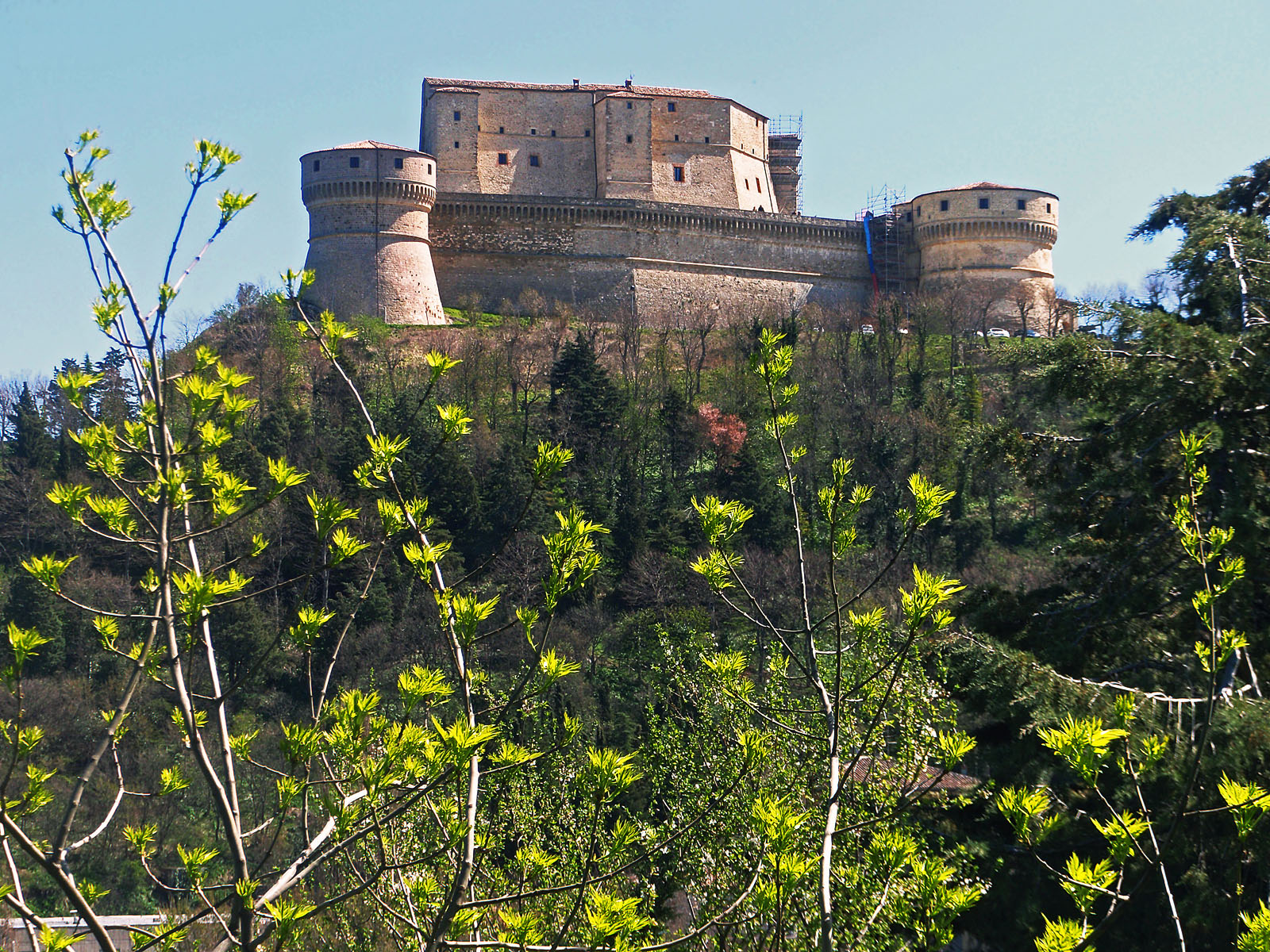
San Leo - La Rocca

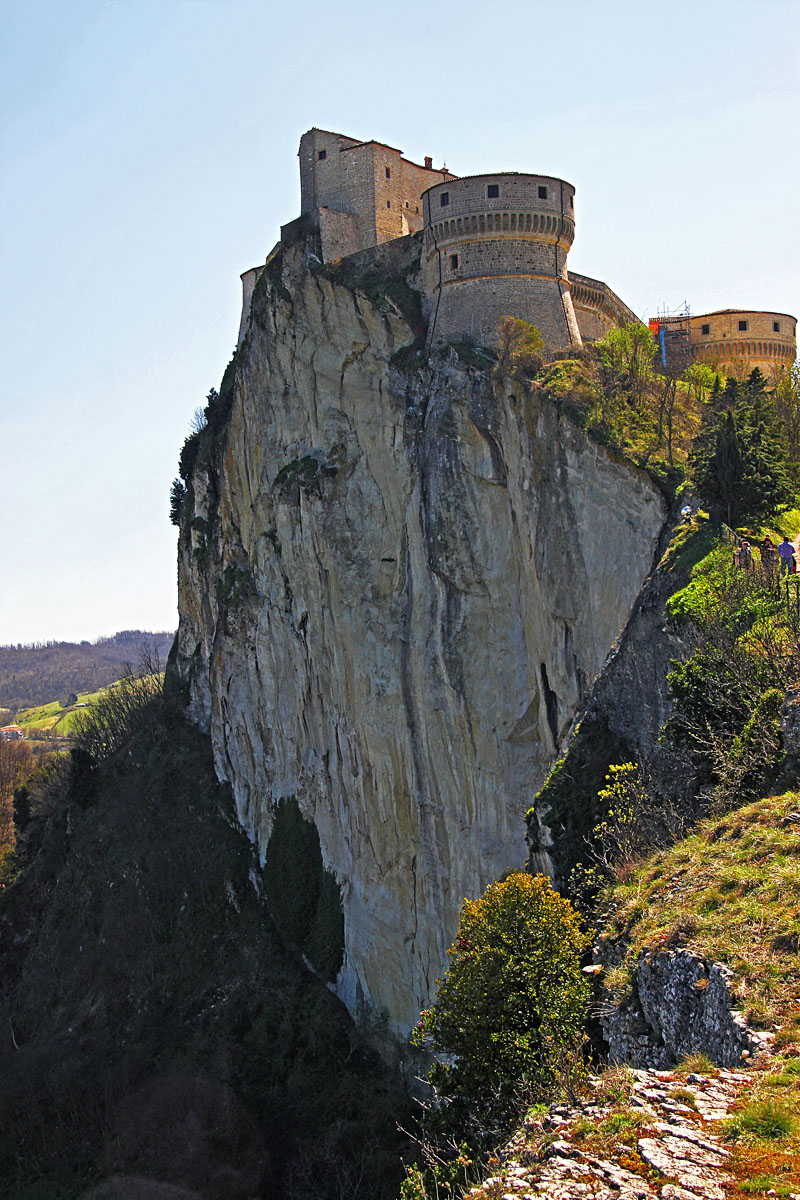
San Leo dal nord-nordovest

San Leo (San Lé in romagnolo) è un comune italiano di 2 841 abitanti della provincia di Rimini in Emilia-Romagna. È la capitale della regione storico-geografica del Montefeltro.

## Geografia fisica
Il paese si trova su uno sperone di roccia della Valmarecchia da cui si possono osservare San Marino e il Marecchia.

## Origini del nome
Il toponimo latino del luogo, Mons Feretri, deriverebbe, secondo alcuni studiosi, da un tempio dedicato a Giove Feretrio, attestato da due colonne e da due capitelli nel duomo locale mentre altri ipotizzano una origine umbra a testimonianza che il masso era già frequentato in epoca preromana.
Il nome "Feretro" sarà poi ‘disgramato’ in "Feltro", ma ciò avverrà solo in tempi moderni, in quanto nel 1477 Federico da Montefeltro ancora si firmava Federicus Dux Urbini, Montisferetri ac Durantis Comes etc. Regius Capitaneus generalis, ac S. R. Ecclesiae Confalonerius. Probabilmente il nome era però dovuto alla particolare forma della collina di San Leo (nucleo originario di quel vasto territorio), il cui antico nome era per l’appunto Mons Feretri, una forma che infatti ricorda quella di un antico fercolo funerario, più alto a una estremità che all’altra; è invece molto più improbabile che, come pensano alcuni, possa esser dovuto alla presenza di un tempietto dedicato a Giove Feretrio, in quanto era questo un attributo di quella divinità strettamente collegato ai cortei trionfali che si tenevano a Roma e infatti era in quella capitale che si trovava l'importante tempio a tal sua funzione dedicato.
A partire dal IX-X secolo il borgo acquisisce il nome dall'eremita Leo (proclamato poi santo), un dalmata compagno di san Marino. Invece il toponimo Montefeltro, da allora indica tutto il territorio sotto la giurisdizione del vescovo della città. San Leo è stata quindi per secoli capitale storica della "regione" del Montefeltro.

## Storia
Procopio di Cesarea nella cronaca della Guerra Gotica del VI secolo, indica l'abitato come castrum Monteferetron. Del periodo romano rimangono sporadici reperti, riutilizzati nelle costruzioni medievali e che non danno l'idea di quale fosse la dimensione e la tipologia dell'antico insediamento. Molti storici lo identificano come un antico centro sacro fin dalle origini data la sua particolare conformazione morfologica e anche data la presenza delle tracce di una o due vasche rupestri nella roccia ai piedi del campanile del duomo di San Leo, talvolta indicate come vasche sacrificali.
Nel primitivo abitato altomedioevale, tra il 961 e il 963, fu stretto in assedio Berengario II, ultimo re del regno Longobardo d'Italia da Ottone I di Sassonia. Il centro fu dominio dei conti di Montecopiolo, dei Da Montefeltro (dall'antico nome di San Leo), dei Malatesta, dei Medici, conteso con i Della Rovere, fino al passaggio sotto lo Stato Pontificio nel 1631.
Fu luogo di passaggio di san Francesco nel 1213, di Dante nel 1306, prigione di Felice Orsini e di Cagliostro.
Nell'Italia unita il comune di San Leo era amministrativamente inserito nelle Marche (provincia di Pesaro e Urbino) fino al 15 agosto 2009, quando ne è stato distaccato congiuntamente ad altri sei comuni dell'Alta Valmarecchia in attuazione dell'esito di un referendum svolto il 17 e 18 dicembre 2006. Contro la variazione territoriale la Regione Marche ha proposto ricorso alla Corte costituzionale, ma questa lo ha ritenuto infondato.

Umberto Eco, cittadino onorario di San Leo, definì il borgo: "la città più bella d'Italia".

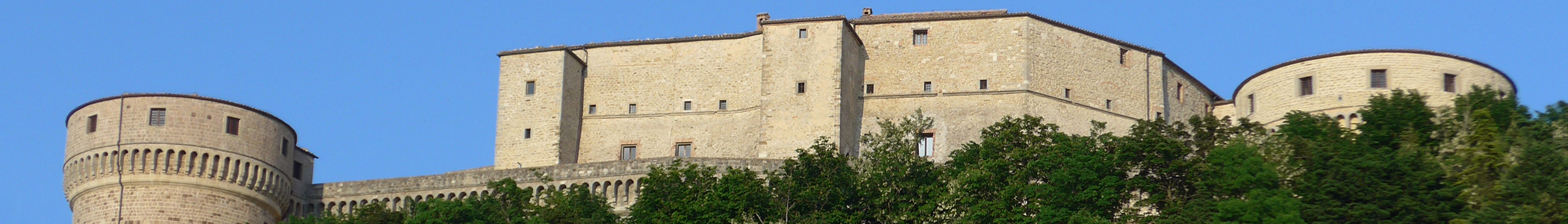
Forte di San Leo

### Simboli
Lo stemma del Comune di San Leo è stato riconosciuto con regio decreto del 13 aprile 1902.
(D.R. 13 aprile 1902)

## Monumenti e luoghi d'interesse
- Il forte di San Leo.

- Il palazzo mediceo, costruito fra il 1517 e 1523 per il governatore della repubblica fiorentina, il giglio, stemma di Firenze, è scolpito sulla facciata, con la data 1521. Pure presente lo stemma di papa Giulio II della famiglia Della Rovere che, a cavallo dei secoli XVI e XVII, ampliarono il palazzo costruendovi una sala teatrale. Il palazzo nel secolo XXI contiene un museo d'arte sacra.

- Il duomo di San Leo in stile romanico, riedificato attorno al 1173[12] da maestri lombardi.

- La pieve di Santa Maria Assunta.

- La torre campanaria, costruita sulla cima rocciosa del "monte della guardia", la seconda sommità del Masso di San Leo, inglobando alla base una costruzione a pianta circolare più antica. Originariamente la torre, oggi isolata, era parte della cittadella vescovile di Montefeltro, distrutta dai Malatesta a metà secolo XIV.

- Il Convento di sant'Igne del secolo XIII, edificato al di fuori dell'abitato, nel periodo francescano, conserva nella chiesa un frammento dell'olmo sotto il quale predicò san Francesco durante la sua visita a San Leo (san Francesco e l'olmo sono raffigurati nello stemma comunale). La chiesa contiene inoltre un affresco di Madonna in trono con Bambino e Santi databile al 1535. Nel complesso religioso si annovera un chiostro e una sala capitolare del convento con due finestre monofore trilobate in stile gotico.

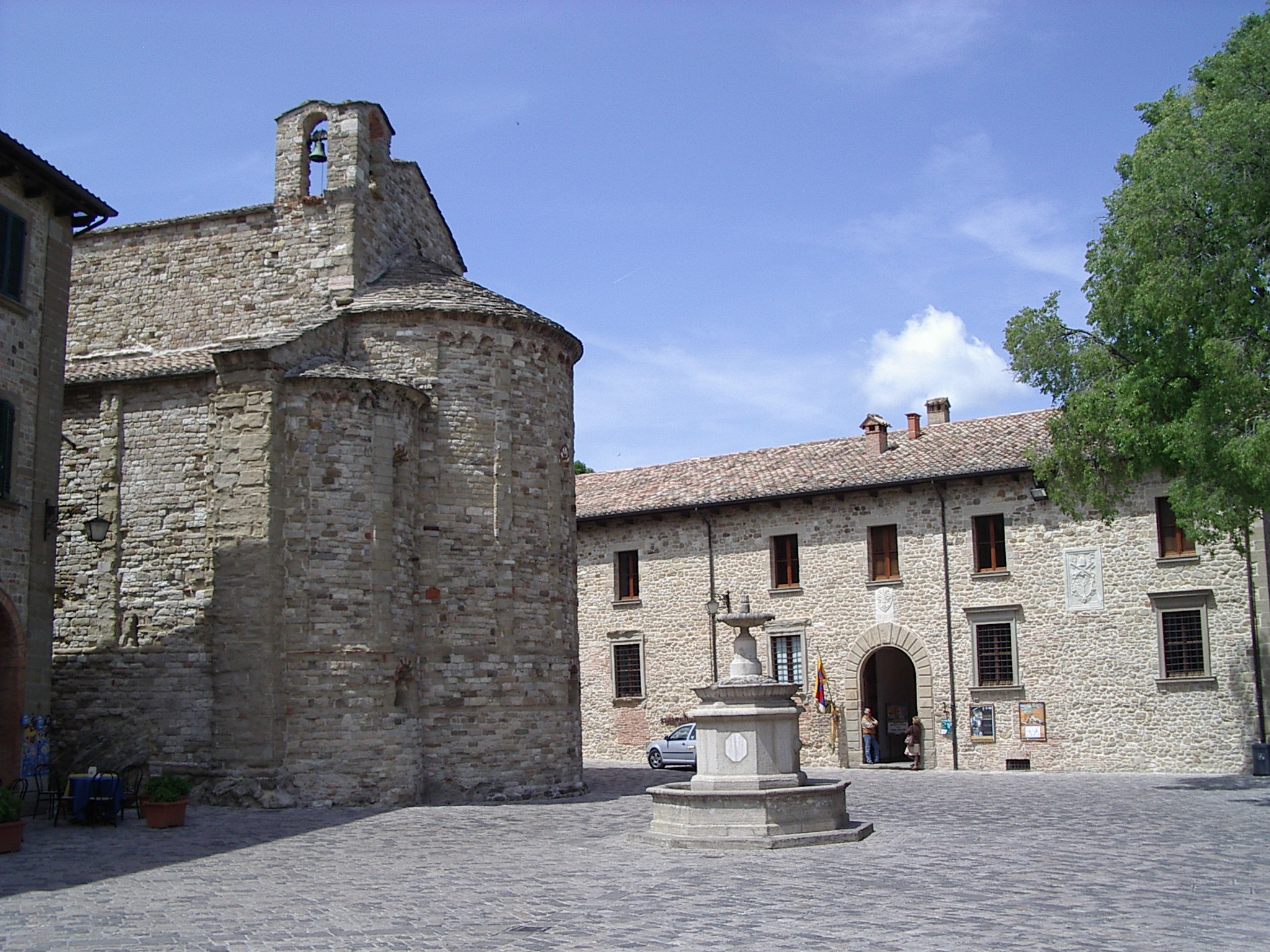
Piazza col retro della pieve

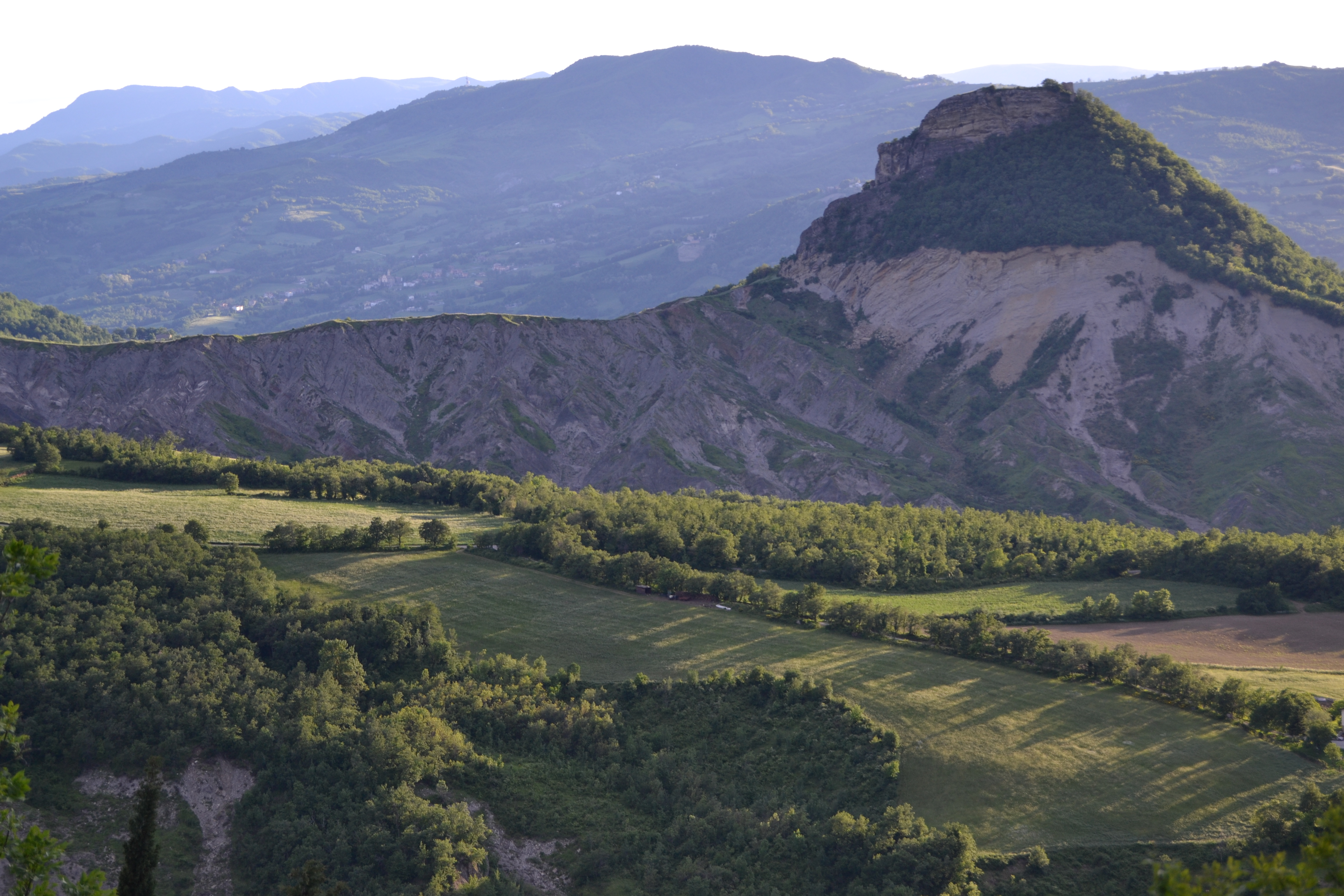
La piana di Boscara dove si sono accampati i tanti eserciti che nel corso dei secoli hanno cercato di conquistare il paese e la fortezza. Sullo sfondo, in primo piano, Maioletto con i ruderi del castello

## Società

### Evoluzione demografica
Abitanti censiti

### Etnie e minoranze straniere
Secondo i dati ISTAT al 31 dicembre 2010 la popolazione straniera residente era di 368 persone. Le nazionalità maggiormente rappresentate in base alla loro percentuale sul totale della popolazione residente erano:
- Albania 89 2,90%
- Marocco 80 2,60%
- Romania 42 1,37%

## Cultura
Nel 2025 il manoscritto Vita Sanctorum Marini et Leonis, contenente le biografie di San Marino e di San Leo, è stato inserito nel Registro della Memoria del Mondo dell'UNESCO.

## Amministrazione
| Periodo        | Periodo        | Primo cittadino   | Partito | Carica  | Note          |
| -------------- | -------------- | ----------------- | --- | ------- | ------------- |
| 23 aprile 1995 | 12 giugno 2004 | Giovanni Carletti | Lista civica di centro-sinistra                                                                                          | Sindaco | [ 20 ] [ 21 ] |
| 13 giugno 2004 | 7 giugno 2009  | Dario Giorgini    | Lista civica | Sindaco | [ 22 ]        |
| 8 giugno 2009  | 26 maggio 2019 | Mauro Guerra      | Lista civica Impegno e partecipazione per San Leo e la Valmarecchia (2009-2014) Lista civica Progetto comune (2014-2019) | Sindaco | [ 23 ] [ 24 ] |
| 27 maggio 2019 | in carica      | Leonardo Bindi    | Lista civica San Leo progetto comune                                                                                     | Sindaco | [ 25 ] [ 26 ] |

### Gemellaggi
- Città di San Marino, dal 1995[27]
- Arbe, dal 2008[28]

## Sport

### Calcio
La squadra di calcio locale è il Pietracuta, dell'omonima frazione del paese, i colori sociali sono il rosso e il blu. La squadra gioca nel campionato di eccellenza.